# Traço Livre: o Quadrinho Independente no Brasil
Traço Livre - O Quadrinho Independente no Brasil é um documentário produzido por Jun Sakuma e Felipe Folgosi sobre as histórias em quadrinhos independentes no Brasil. O documentário foi filmado no decorrer de 2017 com depoimentos de diversos quadrinhistas e profissionais da área, como Camila Torrano, Davi Calil, Gidalti Jr., Julia Bax, Magno Costa, Marcatti, Klebs Junior, Sidney Gusman, entre outros. Com direção de Sakura e apresentação de Folgosi, o documentário possui 75 minutos e analisa a produção de uma HQ desde a ideia inicial até o lançamento, com foco principal na produção independente brasileira. Alguns trechos do documentário foram exibidos em 8 de dezembro de 2017 na Comic Con Experience e o lançamento oficial ocorreu no ano seguinte. Também em 2018, o documentário ganhou o Troféu HQ Mix na categoria "melhor produção em outras linguagens".